# Tai Po Market
Tai Po Market (chiń. 大埔墟) – jedna ze stacji MTR, systemu szybkiej kolei w Hongkongu, na East Rail Line. Stacja ma trzy tory i cztery krawędzie peronowe. Krawędź nr 1 jest przeznaczona dla pociągów w kierunku północnym do przejścia granicznego Lo Wu i Lok Ma Chau, a krawędź nr 4 obsługuje pociągi w kierunku południowym do Hung Hom, Kowloon. Krawędzie 2 i 3 są używane dla tych samych kierunków w godzinach szczytu.
Hong Kong Railway Museum znajduje się w niewielkiej odległości od stacji. Stary budynek stacji Tai Po Market obecnie stanowi część muzeum.
Stacja została otwarta 7 kwietnia 1983.